# Amblyolpium bellum
Amblyolpium bellum är en spindeldjursart som beskrevs av Chamberlin 1930. Amblyolpium bellum ingår i släktet Amblyolpium och familjen Garypinidae. Inga underarter finns listade i Catalogue of Life.